# Legalizem (kitajska filozofija)
Šola legalizma oz. legalizem (fajia 法家) se je kot ena izmed najpomembnejših miselnih struj kitajske filozofije razvila in svoje temelje utrdila v razmeroma dolgem kitajskem obdobju Stotih šol (Zhuzi baijia 诸子百家), ki je časovno sovpadalo z dinastijo Vzhodni Zhou (Dong Zhou 东周, (770–256 pr. n. št.).
Legalistična miselnost, ki sicer sega že v začetek dinastije Vzhodni Zhou, je svoje poimenovanje – »legalizem« (fa jia) – dobila šele kasneje, v zapisih Si Matana 司马谈 iz obdobja dinastije Vzhodni Han 东汉 (206 pr. n. št.–25). Zgodnji predstavniki, ki so se v obdobju razrobljenosti oz. nenehnega vojskovanja med majhnimi državami trudili najti način za politično utrditev ter finančno in vojaško ojačanje lastnih domovin (fuguo qiangbing 富国强兵), se namreč niso identificirali kot »legalisti«, njihove aktivnosti pa niso bile organizirane v sklop poenotenega intelektualnega delovanja, ki bi ga lahko enostavno kategorizirali kot »legalizem«. Posledično v sodobnem, tako kitajskem kot tudi tujem akademskem svetu, še vedno obstajajo polemike, ki so vezane na vprašanje glede pravilne identifikacije in teoretske umestitve nekaterih potencialnih legalističnih mislecev iz pred-qinskega obdobja (xianqin shiqi 先秦时期;  pred letom 207 pr. n. št.).

## Imanentna netočnost prevoda »legalizem«v indoevropskih jezikih
Sodobni prevod – »legalizem«, ki ga pogosto najdemo v jezikih indoevropskega izvora, je problematičen, hkrati pa tudi zavajajoč, saj ne uspe zajeti bogate intelektualne dediščine, ki je v klasičnih kitajskih tekstih zaobjeta v navidez skromni pismenki fa 法. Fa, ki je med drugim eden izmed osrednjih pojmov dotične miselne struje, nikakor ne izraža le pomenov, kot so »zakon« oz. »pravo«, pač pa ga lahko razumemo tudi kot »način«, »kriterij«, »predpis«, itd. Če pogledamo še dlje, v sam semantični izvor koncepta fa, spoznamo, da le-ta izvira iz pojma »velike uravnovešenosti« kakršno je moč najti v mirni gladini vode. Njegove razlage, ki pogosto padejo v kontekst zahodnega koncepta »vladavine prava« (ang. »rule of law«, fr. »État de droit«, nem. »Rechtsstaat«) tako v kitajskem kot tudi našem – zahodnem – akademstvu, so povzročile napačno pojmovanje, ki ga je možno razrešiti le v okviru hevrističnega raziskovanja, torej s popolnim ozavestenjem o imanentni netočnosti termina »legalizem«. Vendar je dandanes le-ta znotraj raziskovanja kitajske idejne zgodovine že tako splošno razširjen in uporabljen, da bi zamenjava s kakšnim drugim, morda primernejšim terminom, v akademskem svetu povzročila le veliko zmedo.

## Osrednja pojma in glavni cilj legalizma
V ospredju legalistična nauka je pravkar omenjeni pojem fa 法, ki je legalistom služil predvsem kot sredstvo za vzpostavitev strogega reda znotraj politično in vojaško močne države, nikoli pa se v povezavi z njim niso oblikovali zakoni, ki bi uvajali norme oz. kriterije v smislu »ultima ratio«.
Poleg pojma fa 法 je v legalizmu pomemben še eden, malce starejši pojem xing 刑, ki ga je legalistični politik Shang Yang 商鞅 (390–338 pr.n.št.), kot snovalec sistema »nagrad in kazni«, uporabil kot osnovo za kazensko pravo. Sistem »nagrad in kazni« je zgradil na osnovi kolektivne odgovornosti in splošnem ovaduštvu, ki je bilo takrat institucionalizirano.
Legalistična miselnost je bila v osnovi teoretično naravnana in se v oblikovani zakonodaji ni ukvarjala s podrobnostmi. Osnovni cilj legalizma je bilo vzpostaviti absolutno oblast vrhovnega vladarja in s tem popoln nadzor nad podrejenimi družbenimi sloji. V ta namen se je oprl na različne metode, vključujoč moistično (mo jia 墨家) doktrino utilitarizma, s katero so bili kmetje in vojaki poveličani kot najpomemnejši del družbe (seveda takoj pod vladarjem), dvornim oz. vladnim uradnikom pa je bila dodeljena zelo omejena vloga izvajanja upravnih funkcij državnega aparata. Čeprav je bila možnost opravljanja uradniške službe po novem odprta vsakomur, kar je med drugim omogočilo večjo mobilnost v družbi, uradniški sloj ni bil pripravljen zlahka sprejeti nove – skrajno instrumentalizirane – družbene vloge.
Uradniški sloj je motila predvsem legalistično obarvana prisila oblasti, ki je bila uperjena proti konfucijanski miselnosti in je s tem zanikala politično moč moralnih idej, kot so človečnost, pravičnost, dobra vzgoja, itd. Legalistična teorija, znotraj katere je dosledna pragmatika največkrat zamejena na oster cinizem, nikoli ni zagovarjala oprtosti avtoritarne države na normative, ki jih je pogojevala konfucianska morala.  

## Osrednji predstavniki in najpomembnejša dela
Med najpomembnejše predstavnike Šole legalizma, glede katerih je v akademskem svetu dosežena dovoljšnja mera strinjanja, spadajo pravkar omenjeni Shang Yang 商鞅 (ok. 390–338 pr. n. št.), Shen Buhai 申不害 (ok. 400–337 pr. n. št.), Shen Dao 慎到 (350–275 pr. n. št.), Han Fei 韩非 (280–233 pr. n. št.), Lü Buwei 吕不韦 (290–235 pr. n. št.) in Li Si 李斯 (280–208 pr. n. št.), ki je najprej opravljal delo premierja v državi Qin 秦国 (475–220 pr.n.št.) in nato še v dinastiji Qin 秦 (221-206 pr.n.št.), ko je bilo prostrano kitajsko ozemlje prvič v zgodovini poenoteno pod strogim legalističnim državnim sistemom.
Shang Yang, ki je kot politik in glavni utemeljitelj legalizma v svoji miselnosti izražal tudi daoistične prvine, je strogo poudarjal zakone. Njegove ideje so zbrane v »Knjigi gospoda Shanga« (Shang jun shu 商君书) v obsegu 29 zvezkov, ki jih po vsej verjetnosti ni napisal sam. Poleg Shang Yanga med legalistične politike uvrščamo tudi Lü Buweija in Li Sija. Shen Buhai se je navduševal predvsem nad metodami in umetnostjo vladanja, Shen Dao pa nad oblastjo in avtoriteto. Ideje legalističnih filozofov Lü Buweija, Shen Buhaja in Shen Daota so v obliki citatov kristalizirane znotraj del nekaterih drugih mislecev, ni pa še najdenih zapisov, ki bi bili dovolj neokrnjeni, da bi lahko avtorstvo oz. pripadnost pripisali izključno dotičnim predstavnikom. Od izvirnih pisnih dokumentov legalistične filozofije je resnično ohranjeno le delo mogočnega Han Feija – »Han Feizi 韩非子«. 

## Aplikacija legalistične miselnosti v sklop dinastične državne ideologije oz. doktrine
Legalistična miselnost je z idejo o totalitarnem centralizmu absolutnega vladarja služila kot osnova državnega aparata in s tem ideologije dinastije Qin (221–206 pr. n. št.), ki jo glede na čas uvrščamo v kitajsko antično obdobje. Legalizem je postal edina veljavna doktrina, katere centralistična ideologija je prežemala vse vidike nove – prvič povsem poenotene – kitajske države, začenši s poenotenjem mer, uteži, osnih razdalj na cestah, itd. Diktatura qinskega vladarja Qin Shija 秦始皇帝 je preganjala konfucijanske mislece, ki so z idejo o humanističnem egalitarizmu ogrožali pravkar zgrajen legalistični sistem. Na zelo okruten način so bili preganjani tudi ostali »ne-somišljeniki«, ki so si drznili delovati proti obstoječi diktaturi. Vrhunec ideoloških trenj je nastopil leta 213 pr. n. št., ko je omenjeni predstavnik Li Si, ki je v svoji miselnosti spojil modrosti preteklih legalističnih modrecev, vladarja Qin Shija prepričal v požig vseh nelegalističnih klasičnih del, v katerih so bile zbrane dragocene modrosti različnih filozofskih šol (konfucijanstva, moizma, nominalizma, itd.) iz dinastije Vzhodni Zhou.
Dinastija Qin je bila kljub svojemu kratkotrajnemu obstoju edina kitajska dinastija, ki je v popolnosti uresničila legalistično doktrino. Velikanski državni projekti vladarja Qin Shija so sami po sebi pravkar ustanovljeno dinastijo oslabili, pretirani ideološki pregoni pa so povzročili snovanje uradniških intrig, ki jih je označevalo iskanje poti za prevrnitev oblasti absolutnega vladarja, ki je pod pritiski »padel« po kratkih petnajstih letih vladanja.
Naslednjica – dinastija Han 汉 (206 pr. n. št.–220), ki jo glede na čas obstoja uvrščamo v kitajski srednji vek, je za temelje uporabila centralistično osnovo predhodnje vladavine. Največji pomen za nadaljnji razvoj in izpopolnjenje tradicionalnega kitajskega koncepta državnosti je imelo predvsem prvo obdobje nove vladavine – čas dinastije Vzhodni Han 东汉 (206–24 pr. n. št.). V času vladanja cesarja Wu Dija 武帝 (156–87 pr. n. št.), je bil konfucianizem povišan v državno doktrino, s tem, da je bil prepleten z bistvenimi političnimi stebri legalizma. Le-ta sam po sebi zaradi obsodb o negiranju lastne kulture in povsem odkritem zatiranju v okviru nove državne ideologije ni preživel v svoji čisti obliki, služil pa je kot orodje za utrditev konfucijanske nadvlade. Pri veličastnem povzdignjenju čisto nove, sicer z legalistično mislijo prepojene državne doktrine z imenom »konfucianizem« (le-te ne smemo zamenjevati s »konfucijanstvom«, ki predstavlja filozofsko-etični nauk Konfucija 孔子 in njegovih naslednikov), je imel najpomembnejšo vlogo filozof in državni teoretik Dong Zhongshu 董仲舒 (179–104 pr. n. št.). Država, družina in posameznik so bili (znova) spojeni v enovito celoto, ki je bila v okviru družbenega ustroja vertikalno naravnana, delovala pa je od spodaj navzgor in obratno. Nova, s konfucijansko moralo prežeta doktrina, je z definicijo »neločljivosti države od družine« vrhovni oblasti omogočila samovoljno »vmešavanje« v družinsko – torej zasebno – življenje državljanov in državljank. Na tej doktrini sloneča družbena ureditev, se kmalu skorajda ni več razlikovala od legalistične. Edino, kar je v nastali represivni klimi dajalo občutek »konfucijanskosti« je bilo utemeljevanje strogih ukrepov z moralnimi in ritualnimi načeli. »Konfucianizem«, ki je med drugim uvedel tudi suhoparen, na Petih klasikih in Štirih knjigah (Wujing Sishu 五经四书) sloneč sistem državnih uradniških izpitov, je imel trajen in močan vpliv na državotvornost prihodnjih dinastij vse do 19. stoletja. 

## Pomen legalizma v trenutnih političnih teorijah sodobne Kitajske
Dandanes, še posebej po letu 2012, ko je Ši Džinping 习近平 (1953- ) prevzel funkcijo političnega voditelja Ljudske republike Kitajske, je legalizem v sklopu sodobnih političnih teorij kitajskih akademskih krogov pogosto obravnavan in reinterpretiran. Kitajski politični teoretiki se ukvarjajo predvsem z aplikacijo legalističnih načel kaznovanja v protikoruptivno kampanjo, ki je usmerjena v precej obsežen birokratski aparat Komunistične partije Kitajske. Namen umeščanja starih legalističnih načel v nov sistem, t. j. »socializem s kitajskimi posebnostmi« (you Zhongguo tese de shehui zhuyi 有中国特色的社会主义) je tudi discipliniranje obsežnega prebivalstva, ki se po ocenah akademikov in oblasti sooča z »ogrožujočim« vakuumom moralnih vrednot.